# Muñeca (Palencia)
Muñeca es una localidad del municipio de Guardo, provincia de Palencia, en la comunidad autónoma de Castilla y León, España. Se encuentra a una distancia de 3 km de Guardo, la capital municipal, perteneciendo a la zona del Alto Carrión, en la comarca natural de la Montaña Palentina.

## Datos básicos
- Altitud: 1142 m s. n. m.
- Latitud: 42°48′ N
- Longitud: 4°48′ O
- Código Ine: 34080
- Código Postal: 34879

## Toponimia
La palabra Muñeca quiere decir otero, colina o promontorio.

## Demografía
Evolución de la población en el siglo XXI
| Gráfica de evolución demográfica de Muñeca entre 2000 y 2020       |
|                                                                    |
| Población de derecho (2000-2020) según el padrón municipal del INE |

## Historia
A la caída del Antiguo Régimen la localidad se constituye en municipio constitucional que en el censo de 1842 contaba con 18 hogares y 94 vecinos, para posteriormente integrarse en Respenda de la Peña.

### SigloXIX
Así se describe a Muñeca en la página 690 del tomo XI del Diccionario geográfico-estadístico-histórico de España y sus posesiones de Ultramar, obra impulsada por Pascual Madoz a mediados del siglo XIX:

MUÑECA

Lugar con ayuntamiento en la provincia de Palencia (17 leguas), partido judicial de Cervera de Río Pisuerga (5), audiencia territorial y capitanía general de Valladolid (25), diócesis de León (12).
Situado al extremo NO de la provincia, en un valle y a la falda de las sierras llamadas del Brezo. Su clima es frío, combatido por los vientos de N, S y E, y propenso a fiebres catarrales y dolores de costado.
Consta de 30 casas de pobre construcción, inclusa la de ayuntamiento o del concejo. Hay escuela de primeras letras concurrida por 20 alumnos, y dotado su maestro con una pequeña retribución que dan los padres de los niños.
Para surtido de los vecinos, tiene una fuente dentro de la población, y varias fuera, sus aguas son de buena calidad. La iglesia parroquial bajo la advocación de Santa Eulalia de Mérida, está servida por un cura de entrada y presentación particular. A la salida del pueblo en el camino que dirige a Guardo, se halla la ermita de Santa Águeda de mucha devoción en el pueblo.
Confina el término N Velilla y Valcobero; E Villanueva; S Intorcisa, y O Guardo.
Su terreno disfruta de monte y llano. La parte puesta en cultivo es de buena calidad, y lo restante se halla destinado para pastos y poblado en la parte N de roble para el combustible y alguna madera de construcción.
Los caminos son locales y en mal estado. La correspondencia se recibe de Guardo, los lunes y sale los miércoles.
Producciones: trigo, centeno, cebada, avena, legumbres y algún lino; se cría ganado lanar, cabrío y bastante vacuno; caza de liebres, perdices y conejos.
Industria: la agrícola.
Comercio: la venta de granos y la importación de algunos artículos de que carecen.
Población: según datos oficiales, 18 vecinos y 94 almas, por noticia fidedigna sabemos ser de 30 de los primeros y 140 de las segundas.

Capital productivo: 48.300 reales. Imponible: 1.872 reales.

## Patrimonio
Poseía una torre para controlar el tránsito por la zona. También era destacable la ermita de Santa Águeda, que no tiene culto en la actualidad. La iglesia parroquial está dedicada a Santa Eulalia, con una pila bautismal del siglo XVI, así como un crucifijo, y una escultura de la patrona también del mismo siglo.

## Personas destacadas
- Claudio Prieto: Compositor, nacido en esta localidad el 24 de noviembre de 1934.